# تاماس شوكس
تاماس شوكس (مواليد 18 فبراير 1981) هو سبّاح مجري، مثّل بلاده في الألعاب الأولمبية الصيفية 2004.

## روابط خارجية
تاماس شوكس على موقع الاتحاد الدولي للسباحة (الإنجليزية)
- تاماس شوكس على موقع أوليمبيديا (الإنجليزية)